# 贡山舌唇兰
贡山舌唇兰（学名：Platanthera handel-mazzettii）为兰科舌唇兰属下的一个种。

## 扩展阅读
維基物種上的相關：贡山舌唇兰